# Rudy Molard
Rudy Molard (født 17. september 1989 i Gleizé) er en cykelrytter fra Frankrig, der er på kontrakt hos Groupama-FDJ.